# Honey Don't
Honey Don't è un brano di Carl Perkins, pubblicato come lato B nel singolo Blue Suede Shoes/Honey, Don't! nel 1956; Honey Don't ha avuto molte cover, tra cui una dei Beatles.

## Il brano

### La versione di Carl Perkins
Secondo David McGee, autore del libro Go, Cat, Go! The Life and Times of Carl Perkins, the King of Rockabilly, Carl Perkins la provò con la sua band, formata da lui, i suoi due fratelli Jay e Clayton e W.S. Holland. Suo fratello Jay cercò di far cambiare alcuni passaggi dell'armonia della canzone, ma Carl rifiutò. La canzone, assieme a Blue Suede Shoes, venne suonata nel debutto televisivo, sempre con i suoi due fratelli e con Holland, il 17 marzo 1956. Paul McCartney detiene i diritti della canzone, ed anche di Blue Suede Shoes.

### La versione dei Beatles
Registrata su cinque nastri il 26 ottobre 1964, è stata pubblicata in Europa su Beatles for Sale ed in America su Beatles '65. È il "numero del batterista", e quindi di Ringo Starr, di Beatles for Sale". Ringo Starr ha ricordato la canzone come una di quelle che tutti i gruppi di Liverpool conoscevano ed interpretavano. Ha raccontato anche che Honey Don't' faceva parte del suo spettacolino di cinque o sei canzoni, nelle quali era compresa anche Boys. Inizialmente, il brano era cantato da John Lennon: ciò lo attesta anche una versione, pubblicata su Live at the BBC, con Lennon alla voce. Il brano venne messo nelle scalette dei concerti per un breve tempo, dalla pubblicazione di Beatles for Sale fino ad Help!. È stato anche incluso nel secondo volume del live alla BBC.

#### Formazione
- Ringo Starr: voce, batteria
- Paul McCartney: basso elettrico
- George Harrison: chitarra solista
- John Lennon: chitarra ritmica[2]

### Altre versioni
- Ronnie Hawkins: sull'album Mr. Dynamo
- Billy Craddock: sull'album Crash Craddock
- Ringo Starr: l'ha eseguita in molti tour con la All-Starr Band, ed è stata anche pubblicata nell'album Ringo Starr and His All-Starr Band...; Starr ne ha anche fatto una versione al Concert for George, essendo Harrison un grande fan di Perkins; ha partecipato alla registrazione nelle Rockabilly Sessions
- Johnny Rivers: sull'album Memphis Sun Recordings
- Ben Folds Five: sulla raccolta Vault Volume II (1998-2003)
- Raul Seixas: Novo Aeon
- T. Rex: nell'album Electric Warrior
- John Lennon: una registrazione casalinga è stata pubblicata sul box set John Lennon Signature Box
- Homer and the Don'ts: sull'album Shiding, intitolata Homer Don't
- Shakin' Stevens and the Sunset: come singolo e sull'album I'm No J.D.
- Eugene Chadbourne: sull'album There'll Be No Tears Tonight
- Memphis Rockabilly: sull'album Boston Does The Beatles
- Skitzo: sull'album Terminal Damage
- Mac Curtis: su un singolo della Epic Records
- Elvis Costello, Ricky Skaggs, Brian Setzer e Marty Stuart: in uno show televisivo
- Joe Walsh e Steve Earle: sul film The Beverly Hillbillies